# Raffles City

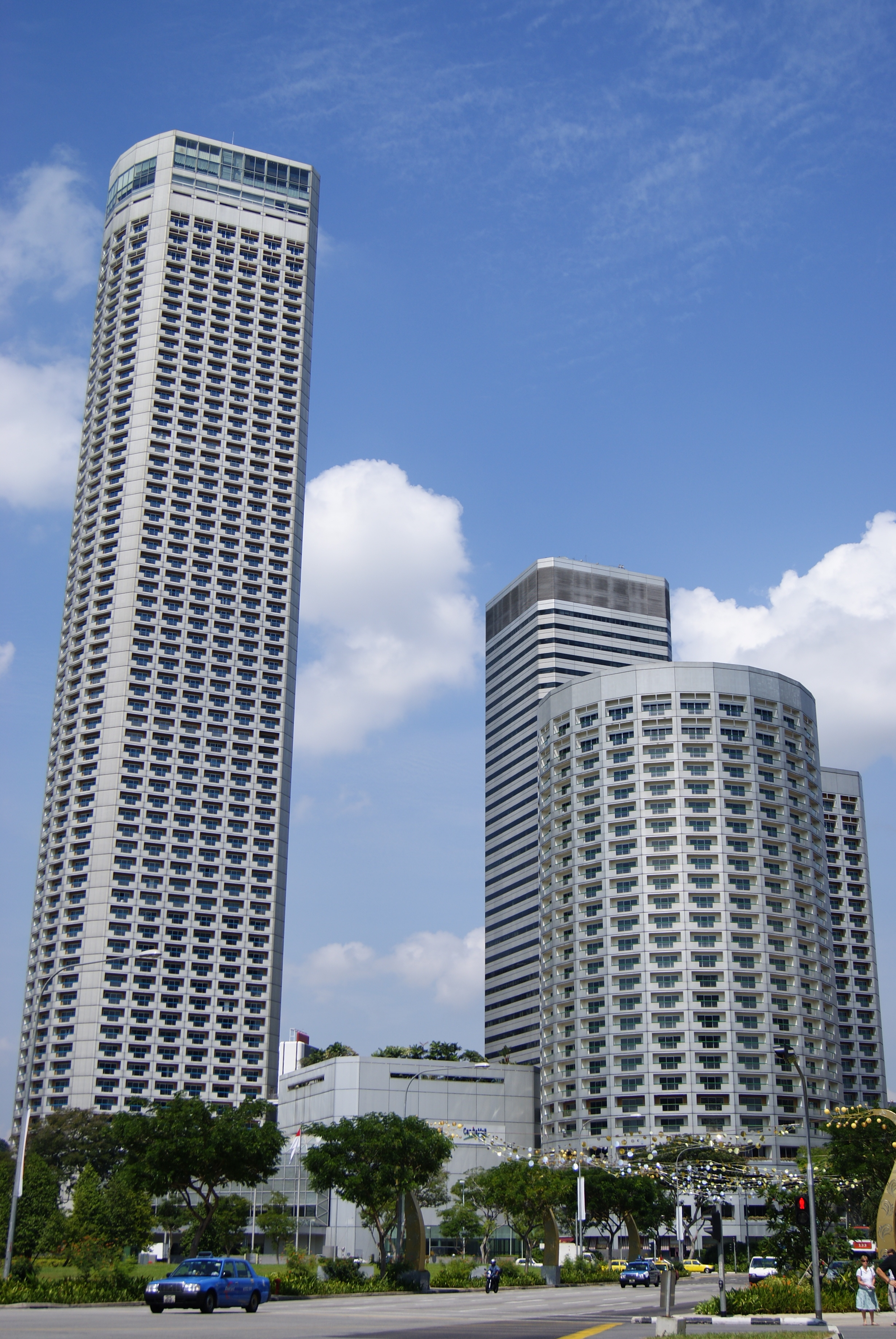
Raffles City

Raffles City ist ein großer Komplex im Civic District im Stadtzentrum von Singapur. Es befindet sich in einem ganzen Stadtblock, der von der Stamford Road, der Beach Road, der Bras Basah Road und der North Bridge Road begrenzt wird. Es beherbergt zwei Hotels und einen Büroturm über einem Podium, auf dem sich ein Einkaufskomplex und ein Kongresszentrum befinden. Das Einkaufszentrum wird von CapitaCommercial Trust und CapitaMall Trust verwaltet. Es wurde 1986 fertiggestellt.
Erbaut auf dem ehemaligen Gelände der Raffles Institution, der ersten Schule in Singapur, und neben dem historischen Raffles Hotel gelegen, bildeten das Aluminium-Finish und die einfachen geometrischen Designs einen starken, modernistischen Kontrast zur viktorianischen Architektur und zur klassischen Architektur, die die Architektur darin charakterisierten Kreis.
Die ungarische Botschaft befindet sich im 29. Stock des Raffles City Tower, in dem sich auch das Delegationsbüro der Europäischen Union befindet.

## Geschichte
Die Entwicklung, ursprünglich Raffles International Center genannt, wurde erstmals 1969 angekündigt und soll ein Gebiet abdecken, das sich vom damaligen Standort der Raffles Institution bis zum Cathay-Gebäude erstreckt. Aufgrund der steigenden Kosten und des Fachkräftemangels wurden die Pläne jedoch von 1973 bis 1975 ausgesetzt. Aus Kostengründen wurde die Genehmigung für den Bau jedoch erst 1979 erteilt. Im selben Jahr wurde die Entwicklung in Raffles City umbenannt und die Entwicklung wurde nur auf den alten Standort der Raffles Institution geschrumpft.
Die Bauarbeiten begannen am 14. August 1980 und wurden am 3. Oktober 1986 offiziell eröffnet. In den 1990er Jahren wurde der Einkaufskomplex einer umfassenden Renovierung mit einem anderen Aussehen unterzogen. Im Juni 2005 gab das Management bekannt, dass der Kellerbereich des Komplexes um 30 bis 50 weitere Geschäfte erweitert und im Juli 2006 fertiggestellt werden soll, wobei MPH-Buchhandlungen, Lebensmittel- und Getränkehändler und Modegeschäfte die Erweiterung besetzen. Gloria Jean's Coffees ist ebenfalls in das Land zurückgekehrt, nachdem sie vor einigen Jahren das Land verlassen hatte. Der Komplex ist durch Rolltreppen vom Gebäudeeingang direkt mit der MRT-Station (Ausgang 'A') des Rathauses und mit der MRT-Station Esplanade (Ausgang 'G') vom Untergeschoss 2 verbunden, die zum Esplanade Xchange und dann zum Marina Square führt. Am 20. August 2006 kündigten die neuen Eigentümer ihre Pläne an, die Verkaufsfläche von derzeit 33.100 m² auf 150.000 bis 200.000 Quadratfuß (19.000 m²) zu erweitern, indem die Fläche auf den Parkettböden in den Kellern zwei und drei genutzt wird. Die beiden CapitaLand-Immobilienfonds werden 86 Mio. S $ für die Erweiterung ausgeben. Am 15. Juli 2010 wurde eine U-Bahn-Verbindung zwischen den MRT-Stationen Esplanade und City Hall eröffnet.
Das japanische Kaufhaus Sogō wurde 1986 eröffnet, räumte jedoch im Jahr 2000 den Raum und den Keller-Supermarkt (der jetzt von Jason's bewohnt wird), nachdem das Unternehmen aufgrund der asiatischen Finanzkrise von 1997 auf finanzielle Probleme gestoßen war. Marks & Spencer wird seit 2001 zusammen mit den lokalen Favoriten Robinsons (Rückkehr zum Raffles Place) und der Premium-Supermarktmarke Jason's Market Place (heute Raffles City Market Place) von Dairy Farm eröffnet. Beide Kaufhäuser wurden wegen einer COVID-19-Pandemie geschlossen (Robinsons am 9. Januar 2021, Marks & Spencer am 31. Dezember 2020) und durch One Assembly, ein Joint Venture zwischen diesen, ersetzt Kaufhaus Raffles City und BHG.

### 117th IOC Session
Die 117. IOC-Sitzung in Singapur fand vom 2. bis 9. Juli 2005 im Raffles City Convention Center im vierten Stock statt. Die Sicherheit in der Anlage war während der Veranstaltung äußerst streng. Auf der IOC-Sitzung wurde London mit den Olympischen Sommerspielen 2012 ausgezeichnet.